# Strasburg (Dakota del Nord)
Strasburg è un comune (city) degli Stati Uniti d'America della contea di Emmons nello Stato del Dakota del Nord. La popolazione era di 409 abitanti al censimento del 2010.

## Geografia fisica
Secondo lo United States Census Bureau, la città ha una superficie totale di 0,77 km², dei quali 0,77 km² di territorio e 0 km² di acque interne (0% del totale).

## Storia
Strasburg fu progettata nel 1902 quando uno sperone della Chicago, Milwaukee, St. Paul and Pacific Railroad fu esteso fino a quel punto. Deve il suo nome alla città di Strasburgo (Strasbourg in inglese) nell'Alsazia. Un ufficio postale è in servizio a Strasburgo dal 1903.

## Società

### Evoluzione demografica
Secondo il censimento del 2010, la popolazione era di 409 abitanti.

### Etnie e minoranze straniere
Secondo il censimento del 2010, la composizione etnica della città era formata dal 99,76% di bianchi, lo 0% di afroamericani, lo 0% di nativi americani, lo 0% di asiatici, lo 0% di oceanici, lo 0% di altre razze, e lo 0,24% di due o più etnie. Ispanici o latinos di qualunque razza erano lo 0,24% della popolazione.